# Pura
För andra betydelser, se Pura (olika betydelser).
Pura är en ort och kommun i distriktet Lugano i kantonen Ticino, Schweiz. Kommunen har 1 358 invånare (2023).
Byn omnämns första gången 1173 med namnet Puira. Kyrkan San Martino byggdes redan 1352. 1580 byggdes kyrkan ut till sin nuvarande storlek. 1642-1643 byggdes kyrkan om i barockstil och fick ett kyrktorn.